# A Bread Factory Part 1 : Ce qui nous unit
Série
A Bread Factory Part 2 : Un petit coin de paradis
(2018)
Pour plus de détails, voir Fiche technique et Distribution.
A Bread Factory Part 1 : Ce qui nous unit (A Bread Factory Part One: For the Sake of Gold) est une comédie dramatique américaine réalisée par Patrick Wang et sortie en 2018.

## Fiche technique
- Titre : A Bread Factory Part 1 : Ce qui nous unit
- Titre original : A Bread Factory Part One: For the Sake of Gold
- Réalisation : Patrick Wang
- Scénario : Patrick Wang
- Photographie : Frank Barrera
- Montage : Elwaldo Baptiste
- Musique : Aaron Jordan, Melissa Li et Chip Taylor
- Décors : Katie Lobel
- Costumes : Michael Bevins
- Producteur : Daryl Freimark, Matt Miller et Patrick Wang
  - Producteur associé : Paul Greenwood et Linda Mussmann
- Production : Vanishing Angle
- Distribution : Ed Distribution
- Pays d'origine :  France
- Genre : Comédie dramatique
- Durée : 122 minutes
- Dates de sortie :
  -  États-Unis : 26 octobre 2018
  -  France : 28 novembre 2018

## Distribution
- Tyne Daly : Dorothea
- Elisabeth Henry-Macari : Greta
- James Marsters : Jason
- Janeane Garofalo : Jordan
- Glynnis O'Connor : Jan
- Jessica Pimentel : Teresa
- Amy Carlson : Grace
- Trevor St. John : Karl
- Janet Hsieh : May
- George Young : Ray
- Nana Visitor : Elsa
- Philip Kerr : Jean Marc
- Martina Arroyo : Sandra
- Amy Carlson : Grace
- Jonathan Iglesias : Mariano